# Жабраилов, Эльмади Зайнайдиевич
Эльма́ди Зайнайди́евич Жабраи́лов (род. 6 сентября 1965, Хасавюрт, Дагестанская АССР) — советский, российский и казахский борец вольного стиля. Серебряный призёр Олимпийских игр, чемпион мира и призёр чемпионата мира, чемпион и неоднократный призёр чемпионатов Европы, чемпион Азии, призёр летних Азиатских игр 1994 года, чемпион Восточно-Азиатских игр, чемпион и призёр чемпионатов СССР, чемпион СНГ. Заслуженный мастер спорта СССР (1989).

## Биография
Чеченец. Родился в Хасавюрте. Начал занимался борьбой только в 15 лет, тренируясь у старших братьев Руслана и Лукмана Жабраиловых. В 1983 году окончил школу № 17 Хасавюрта, позднее переехал в Махачкалу.
В 1983 году стал мастером спорта. В 1986 году в Праге, занял первое место на международном чемпионате общества «Динамо». Уже в 1989 году, выступив на чемпионате СССР, занял первое место. В том же году завоевал звание чемпиона мира, но на чемпионате Европы остался лишь третьим. В 1990 году стал вторым на чемпионате Европы и вторым на чемпионате СССР. В 1991 году вернул себе звание чемпиона СССР и наконец завоевал звание чемпиона Европы.

### Летняя Олимпиада 1992 года
В 1992 году выступил на чемпионате СНГ по вольной борьбе, занял первое место и был включён в олимпийскую команду. На Летних Олимпийских играх 1992 года в Барселоне боролся в весовой категории до 82 килограммов. В его категории боролись 19 спортсменов, разделённые на две группы, в каждой из которой спортсмен выбывал после двух поражений. Оставшиеся лучшие 10 борцов (по пять из группы) разыгрывали между собой места с 1 по 10, с учётом тех баллов, которые были получены ими в предварительных схватках.
В схватках:
- в первом круге выиграл со счётом 7-0 у Ацуси Ито (Япония), получив 3 очка;
- во втором круге выиграл со счётом 2-1 у Ганса Гстёртнера (Германия), получив 3 очка;
- в третьем круге выиграл со счётом 8-7 у Йозефа Логини (Чехословакия), получив 3 очка;
- в четвёртом круге выиграл со счётом 1-0 у Ласло Дворяка (Венгрия), получив 3 очка;
- в пятом круге не участвовал

В финальной схватке встречался с Кевином Джексоном (США) и уступив 1 балл, проиграл 1-0, став серебряным призёром Олимпиады.
Сам борец описывает своё выступление на играх:

А так поначалу все удачно складывалось для меня в Испании. Я без проблем дошел до полуфинала, выиграл и его, но в этой схватке получил травму, и вопрос о моем участии в финале встал очень серьёзно. «Полетели» крестообразные связки, и врачи советовали завершить на этом турнир. Да и Руслан говорил, что не стоит продолжать: «У тебя основная борьба внизу, в ногах, ты не сможешь бороться». Но разве тогда я мог смириться с тем, что, выйдя в финал Олимпиады, откажусь от борьбы? На уколах, я все-таки вышел на схватку с американцем Кевином Джексоном. И борьбу тогда, на мой взгляд, я построил правильно: не стал активничать вначале, берёг силы, так как знал, что в ином случае при моей травме до конца просто не выдержу. На последней минуте я прошел американцу в ноги и посадил его на три точки, но судьи не дали мне балл. Реакция зала меня удивила. Зрители, недовольные решением арбитров, устроили настоящую «акцию протеста» откровенно антиамериканского содержания. Эта буря бушевала минут сорок. Борьбу, естественно, остановили, а когда продолжили, мой соперник провел аналогичный моему приём, и судьи тут же без промедления засчитали ему балл. Сами американцы после схватки подходили ко мне, утешали, признавая судейские просчёты. Король Испании сказал по этому поводу: «Мне стыдно, что такая несправедливость произошла в моей стране». Но все это для меня, откровенно говоря, послужило очень слабым утешением. Хотя дома меня встречали, как чемпиона: и в Москве, и в Махачкале, и в Грозном.

После олимпиады продолжал выступления за сборную Казахстана, и в 1994 году остался на чемпионате мира лишь одиннадцатым, но стал вторым на Азиатских играх. В 1995 году стал чемпионом Азии и серебряным призёром чемпионата мира.

### Летняя Олимпиада 1996 года
Выступал на Олимпийских играх 1996 года в Атланте за сборную Казахстана.
В его категории боролся 21 спортсмен.
- в первом круге выиграл со счётом 4-1 у Магомеда Ибрагимова (Азербайджан), получив 4 технических балла;
- во втором круге боролся с собственным старшим братом Лукманом Жабраиловым, выступавшим за сборную Молдавии и выиграл со счётом 10-8, получив 10 технических баллов.
- в четвертьфинале выиграл со счётом 2-1 у Леса Гатчеса (США), получив 2 технических балла;
- в полуфинале проиграл со счётом 3-2 Янг Хьон Мо (Южная Корея) и на утешительную схватку с Магомедом Ибрагимовым не явился, занял 6 место.

### Завершение спортивной карьеры
В 1997 году стал чемпионом Восточно-Азиатских игр и вскоре оставил спортивную карьеру. В 1993 году награждён золотым орденом Международной ассоциации любительской борьбы.
Окончил Дагестанский государственный технический университет (1991). Избирался депутатом Госсовета Дагестана, был советником президента республики Дагестан.
С 2008 года возглавляет Федеральное ГУ «Минмелиоводхоз» по Республике Дагестан. Является председателем Региональной общественной организации «Общественный совет чеченцев Дагестана».

## Выступления на чемпионатах СССР
- Чемпионат СССР по вольной борьбе 1989 года — ;
- Чемпионат СССР по вольной борьбе 1990 года — ;
- Чемпионат СССР по вольной борьбе 1991 года — ;

## Семья
Дети Эльнара, Тамерлан и Милана — профессиональные теннисисты, выступают как в одиночном разряде, так и в миксте.